# Lista över databaser som har läckt uppgifter
Nedanstående är en kronologisk lista över uppmärksammade databaser och register där stora delar av dess innehåll har läckt till obehöriga.
Det är inte en lista över dataläckor, informationsläckor eller hackerattacker i allmänhet utan främst en sammanställning där flera personer eller inloggningsuppgifter har ingått i den läckta databasen.

## Lista
| Databas                                                         | Läckta uppgifter | Primärt land   | Tidpunkt för läcka      | Antal läckta poster                           | Metod                           | Källor      |
| --------------------------------------------------------------- | --- | -------------- | ----------------------- | --------------------------------------------- | ------------------------------- | ----------- |
| CardSystems Solutions                                           | Kontokort |                | 2005-06                 | 40 000 000                                    |                                 |             |
| TJX Cos                                                         | Kredit- och betalkortsnummer |                | 2007-01                 | 90 000 000                                    |                                 |             |
| MySpace                                                         | användarnamn, lösenord, e-post |                | 2008                    | 360 213 024                                   |                                 |             |
| Aftonbladet                                                     | Anställdas inloggning | Sverige        | 2008-01                 |                                               |                                 |             |
| Spray.se                                                        | Inloggning, hemadress, telefonnummer | Sverige        | 2008-04                 | 54 000                                        |                                 |             |
| Spray.se                                                        | Inloggning, hemadress, telefonnummer | Sverige        | 2008-05                 |                                               |                                 |             |
| British National Party                                          | Medlemsregister | Storbritannien | 2008-11-18              | 12 801                                        | insider                         |             |
| Heartland Payment Systems                                       | Kortnummer, utgångsdatum, interna bankkoder                                                                                                   |                | 2009-01                 |                                               |                                 |             |
| Sverigedemokraterna                                             | Beställare av informationspaket | Sverige        | 2010-09                 |                                               |                                 |             |
| Citigroup                                                       | Kortnummer, namn, e-post |                | 2011-03                 | 360 000                                       |                                 |             |
| Epsilon Data Management                                         | Namn, e-post, adresser |                | 2011-04                 |                                               |                                 |             |
| Sony PlayStation Network och Sony Online Entertainment services | e-post, födelsedata, telefonnummer, adresser                                                                                                  |                | 2011-04                 | 100 000 000                                   |                                 |             |
| Facebook                                                        | profilinformation, fotografier, chatloggar |                | 2011-05                 | 500 000 000                                   |                                 |             |
| Yahoo                                                           | användarnamn, hashade lösenord, födelsedata                                                                                                   |                | 2012                    | 200 000 000                                   |                                 |             |
| Dropbox                                                         | inloggningsuppgifter |                | 2012                    | 68 000 000                                    |                                 |             |
| Global Payments Inc. (Visa, MasterCard)                         | Kreditkortsnummer (Track 1 & Track 2) |                | 2012-01-21 − 2012-02-25 | 50 000 − 10 000 000                           |                                 |             |
| Last FM                                                         | lösenord |                | 2012-06-07              | 43 570 999                                    |                                 |             |
| Facebook                                                        | Facebookhistorik, e-post, telefonnummer |                | 2013-06                 | 6 000 000                                     | bug                             |             |
| Yahoo                                                           | e-postadresser, telefonnummer, födelsedatum och säkerhetsfrågor och svar                                                                      |                | 2013-08                 | 1 000 000 000                                 |                                 |             |
| Adobe                                                           | användaruppgifter och lösenord |                | 2013-10                 | 130 000 000                                   |                                 |             |
| Disqus                                                          | e-post | Sverige        | 2013-12-10              | 6 200                                         |                                 |             |
| Yahoo                                                           | lösenord, födelsedatum mm | USA            | 2014                    | 500 000 000                                   |                                 |             |
| Lexbase                                                         | Domar | Sverige        | 2014-01-29              | 100 000                                       |                                 |             |
| Flashback                                                       | Användarregister | Sverige        | 2014-09                 |                                               |                                 |             |
| Office of Personnel Management                                  | Nuvarande och pensionerade offentliganställdas uppgifter och fingeravtryck                                                                    | USA            | ~2014 − 2015-04         | 22 000 000 (varav 5,6 miljoner fingeravtryck) |                                 |             |
| Anthem Inc.                                                     | namn, födelsedag, medical ID, socialförsäkringsnummer, bostadsadress, e-post, anställningsuppgift och inkomst                                 |                | 2015-02-04              | 80 000 000                                    | cyberattack                     |             |
| Adult FriendFinder                                              | e-post, användarnamn, sexuell orientering, födelsedata mm.                                                                                    |                | 2015-05-22              | 3 900 000                                     |                                 |             |
| Japans pensionssystem                                           | Personuppgifter | Japan          | 2015-06-01              | 1 250 000                                     | e-postvirus                     |             |
| Ashley Madison                                                  | Kort- och användaruppgifter |                | 2015-08                 | 32 000 000 (1 878 svenskar)                   | Insider (trolig)                |             |
| TalkTalk                                                        | användarnamn, födelsedata, kreditkortsuppgifter mm.                                                                                           | Storbritannien | 2015-10-23              | 4 000 000                                     |                                 |             |
| Väljardatabas                                                   | namn, födelsedata, adress, telefonnummer, partisamhörighet                                                                                    | USA            | 2015                    | 191 000 000                                   |                                 |             |
| Linkedin                                                        | e-post, lösenord |                | 2016-05                 | 117 000 000                                   |                                 |             |
| National Childbirth Trust (NCT)                                 | namn och lösenord | Storbritannien | 2016-05-09              | 15 086                                        | cyberattack                     |             |
| biljettnu.se                                                    | användarnamn, lösenord | Sverige        | 2016-09-29              | 200 000                                       |                                 |             |
| Östersundshems kundregister                                     | namn, personnummer, lösenord, adress, telefonnummer                                                                                           | Sverige        | 2017-05-09              | 14 000                                        |                                 |             |
| Equifax                                                         | namn, socialförsäkringsnummer, födelsedatum, adress, vissa körkortsnummer mm                                                                  | USA            | 2017-07-29              | 143 000 000                                   | svaghet i webbside- applikation |             |
| Facebook                                                        | | USA            | 2018-09-25              | 50 000 000                                    | säkerhetsläcka                  |             |
| Marriott (Starwood Hotels)                                      | namn, address, e-post (327M telefonnummer, passnummer, födelsedata, kön)                                                                      |                | 2014–2018               | 500 000 000                                   |                                 |             |
| Rovbase                                                         | för- och efternamn | Sverige, Norge | 2019-03                 | 10 000                                        | insider                         |             |
| Trygg-Hansa                                                     | hälsa, ekonomisk information, kontaktuppgifter, personnummer, försäkringsinnehav                                                              | Sverige        | 2018-10–2021-02         | 186 000 kunder                                | säkerhetsbrist                  | [ 1 ]       |
| Capital One                                                     | namn, adress, telefonnummer, e-post, födelsedata, inkomst, kreditvärdighet, saldo, betalningshistorik, vissa försäkringsnummer och banknummer | USA, Kanada    | 2019-09-19              | 106 000 000                                   | insider                         |             |
| Facebook                                                        | telefonnummer | USA            | 2019                    | 419 000 000                                   |                                 |             |
| Facebook (relaterad till läckan 2019)                           | mobilnummer, födelsedatum, mejladresser och platsinformation                                                                                  | USA            | 2021-01                 | 533 000 000                                   |                                 |             |
| Klarna                                                          | e-post |                | 2021-05                 | 83 000 varav 15 000 identifierbara            |                                 | [ 2 ]       |
| Folkhälsomyndighetens nationella vaccinationsregister           | personnummer, tidpunkt för vaccination, vårdcentral, vaccin och batchnummer                                                                   | Sverige        | 2022-07                 | 800 minderåriga                               | misstänkt dataintrång           | [ 3 ] [ 4 ] |
| Göteborg stads lärplattform Vklass                              | personuppgifter | Sverige        | 2022-10                 | 47 000 elever                                 |                                 | [ 5 ]       |
| Region Uppsala Upplands lokaltrafik                             | mobilnummer, köphistorik, e-postadresser | Sverige        | 2023-08                 | 700 000                                       | attack via IDOR[källa behövs]   | [ 6 ]       |
| AMF                                                             | namn, adress, personnummer, premieinformation                                                                                                 | Sverige        | 2023-08                 | 186 000 pensionskunder                        | attack                          | [ 7 ]       |
| 23andMe                                                         | genetisk data och data om förfäder | USA            | 2023-12                 | 6 900 000 kunder                              | brute-force attack              | [ 8 ]       |
| Coop Värmland                                                   | namn, adress, e-post, personnummer, i vissa fall telefonnummer                                                                                | Sverige        | 2024-01                 | 167 000 kunder och anställda                  | attack                          | [ 9 ]       |
| Sophiahemmet                                                    | bland annat patientuppgifter | Sverige        | 2024-02                 | 60 000 filer                                  | ransomwareattack                | [ 10 ]      |
| AT&T                                                            | bland annat socialförsäkringsnummer | USA            | 2024-03                 | 65 400 000 abonnenter                         |                                 |             |

I ett fall där Trygg-Hansas system med start 2018 och under över två år möjliggjort att hälsa, ekonomisk information, kontaktuppgifter, personnummer, försäkringsinnehav för 186 000 kunder varit tillgängliga medförde det en sanktionsavgift från Integritetsskyddsmyndigheten (IMY) på 35 miljoner kronor, eller 53,85 SEK per drabbad person.
Efter att Apoteket och Apohem genom Meta-pixeln delat integritetskänsliga personuppgifter till företaget Meta beslutade IMY 2024 om sanktionsavgifter på 37 miljoner SEK respektive 8 miljoner SEK. Det motsvarade 41,11 SEK respektive 533,33 SEK per drabbad kund.

## Fotnoter